# Ноллотський професор з філософії християнства
Ноллотський професор філософії християнської релігії є головою в Оксфордському університеті, пов'язаний з коледжем Оріел. Посада була заснована в 1920 році ендаументом від Чарльза Фредеріка Ноллота. Посадова особа повинна «читати лекції і давати вказівки з філософії християнської релігії, включаючи апологетику, а також авторитет християнської релігії, і взагалі сприяти вивченню цих предметів в університеті».

## Список ноллотських професорів
- 1920—? Клемент Уебб
- 1930?—1951 Лоуренс Гренстед
- 1951—1966 Йан Ремсі
- 1968—1985 Бейзіл Мітчел
- 1985—2003 Річард Суінберн
- 2003—2018 Брайан Лефтау